# C/2004 F4 (Bradfield)
Pour les articles homonymes, voir Bradfield et Comète Bradfield.
C/2004 F4 (Bradfield) est une comète non périodique découverte par l'astronome amateur William A. Bradfield le 23 mars 2004. La comète a atteint une magnitude apparente d'environ 3,3.

## Histoire observationnelle
La comète a été découverte par l'astronome amateur William A. Bradfield, de Yankalilla, en Australie-Méridionale, le 23 mars 2004 avec un télescope de 0,25 m, lors de sa recherche de comètes rasantes. C'est la 18e comète découverte par Bradfield. La comète a ensuite été localisée au crépuscule du soir et sa magnitude a été estimée à environ 8. Robert H. McNaught a observé la comète le 9 avril 2004 et a estimé que la comète avait une magnitude de 5, tandis que Terry Lovejoy a estimé sa magnitude à 3,3 le 12 avril, tandis que sa queue mesurait un demi-degré de long. À cette époque, deux autres comètes étaient visibles à l'œil nu dans le ciel : C/2001 Q4 (NEAT) et C/2002 T7 (LINEAR).
La comète a atteint son périhélie le 17 avril 2004, à une distance de 0,168 unité astronomique (25,1 millions de kilomètres). La comète est devenue visible sur le coronographe C3 de l'Observatoire solaire et héliosphérique (SOHO) entre le 16 et le 20 avril 2004. La comète avait une tête brillante et une longue queue blanche. L'apparence de la comète sur le coronographe était inhabituelle, la chevelure se développant perpendiculairement au mouvement apparent, indiquant ainsi une queue de poussière croissante, tandis que le 19 avril, une série de structures ont été observées près de la tête, probablement des streamers ou des stries. S’il s’agissait de streamers, ils indiquaient une augmentation de l’activité tous les 0,5 jour. Les éphémérides orbitales basées sur les observations de SOHO ont indiqué que la comète avait une magnitude de 2,5 le 20 avril.
La comète a été repérée au crépuscule le 22 avril, alors qu'elle avait une magnitude estimée à entre 4 et 4,5. Le 25 avril, alors que l'on estimait que la comète avait la même magnitude, sa queue était estimée à 8,5 degrés de long à l'œil nu, tandis que le 27 avril, la longueur de sa queue était estimée à 10 degrés avec des jumelles 7×35, tandis que la comète était estimée à une magnitude de 5. Le 30 avril, la magnitude apparente était estimée à 5,8 tandis que la queue mesurait 3,5 degrés de long.
Les 2 et 3 mai, la Terre a traversé le plan orbital de la comète. En conséquence, on put observer une anti-queue, orientée vers le soleil, et une structure en forme de rayon dans la queue de poussière.